# أبو الطيب اللغوي
أبو الطيب عبد الواحد بن علي العسكري الحلبي،  اللغوي (? - 21 ذو القعدة 351هـ) هو أديب ولغوي ونحوي وشاعر عاش في العصر العباسي.

## سيرته
ولِدَ عبد الواحد بن علي في مدينة عسكر مكرم الواقعة في إقليم الأهواز، ولا يُعرَف على وجه الدِقَّة تاريخ ميلاده، ويُقدِّر عمر فروخ أنَّه ولد بعد 290هـ استناداً إلى المرويات التاريخية حول فترة نشوئه ومقارنتها بأترابه. نشأ أبو الطيب اللغوي في عسكر مكرم، وتتلمذ هناك لدى أبي أحمد الحسن بن عبد الله العسكري بصحبة أبي هلال العسكري. وانتقل بعد ذلك بصحبة عائلته إلى بغداد، وتتلمذ هناك لدى أبي عمر الزاهد وأبي بكر الصولي، ثُمَّ انتقل مرةً أخرى بصحبة عائلته إلى حلب، وفيها ذاع صيته واشتهر باللغوي، وتوثَّقت صلاته بسيف الدولة الحمداني، ووقف في بلاطه مع المتنبي وابن جني في مواجهة ابن خالويه وحزبه. وفي الواحد والعشرين من شهر ذي القعدة سنة 351هـ دخل جيش الروم مدينة حلب وأشاعوا القتل فيها، وتوفِّي أبو الطيب في ذلك اليوم مقتولاً.

## مؤلفاته
تُنسَب إليه المؤلفات التالية:
- «الإبدال» (مطبوع). يبحث فيه عن الكلمات التي تتشابه في المعنى مع اختلاف طفيف في اللفظ.
- «مراتب النحويين» (مطبوع).
- «شجر الدرِّ» (مطبوع).
- «المُثَنَّى» (مطبوع).
- «لطيف الإتباع» (مطبوع). يبحث فيه عن الكلمات المتداخلة المعاني: التي يكون لمعنى كلّ كلمة منها معنى آخر، نحو الهائم: السائح في الأرض، السائح: الصائم، الصائم: القائم، القائم: صومعة الراهب، الراهب: المتخوّف، المتخوّف: الذي يقتطع مال غيره.
- «كتاب الأضداد» (مطبوع).
- «كتاب الفرق» (ويُعنوَن كذلك "كتاب الفروق").
- «طبقات الشعراء».

## وصلات خارجية
- أبو الطيب اللغوي، على المكتبة الشاملة.